# Brachymenium minutulum
Brachymenium minutulum är en bladmossart som beskrevs av Georg Ernst Ludwig Hampe 1870. Brachymenium minutulum ingår i släktet Brachymenium och familjen Bryaceae. Inga underarter finns listade i Catalogue of Life.